# Компас
Компас је навигациони инструмент за оријентацију, односно проналажење праваца на Земљи. Састоји се од магнетске игле која се слободно креће, ротира око осе, и усмерава према магнетском пољу Земље. Ово је изузетно корисно при навигацији. На компасу су обележена четири основна места која означавају Земљине стране света: север, југ, исток и запад. Компас се може користити заједно са маринским хронометром и секстантом како би се омогућила изузетно прецизна навигација. Генерално постоје три врсте компаса: магнетски компас, жироскоп - који се базира на жироскопском ефекту, сателитски компас - који користи емитоване електричне сигнале, односно преко разлике примљеног сигнала од две антене рачуна оријентацију сегмента антена-антена у односу на локални геодетски координатни систем а помоћу сателита (глобално позиционирање)
Магнетски компас био је познат већ старим Кинезима, а у Европу је уведен у 12. веку, те се од тада примењује у навигацији. Састоји се од лаганог магнета, најчешће облика игле, који се може слободно окретати око окомите осе, те се под утицајем Земљина магнетног поља поставља у смер магнетних силница и тиме показује смер магнетних полова Земље. Није сасвим поуздан, јер однос земљописних и магнетних меридијана се мења од места до места, а током времена се исто мења (магнетска деклинација). При градњи компаса искључена је употреба било каквог жељеза или челика, осим магнетске игле и других магнета за одређене сврхе. Бродски компас израђен је обично од месинга, поједини су комади каткада бакрни, а велики некомпликовани делови од тврдог дрвета. Главни део свакога компаса је магнетска ружа, постављена на стубићу у посуди која се зове котао. Ружа има на ободу раздеобу на ступњеве од 0° до 360°, тако да 0° значи север, 90° исток, 180° југ, а 270° запад.
Жирокомпас или гирокомпас захваљујући зврку који ротира великом брзином трајно задржава смер осе вртње. Радиокомпас служи за одређивање смера према неком извору радио таласа. То је пријемник с усмереном антеном која прима сигнале од неког одашиљача, а они су најјачи када је антена усмерена непосредно према одашиљачу. Соларни компас и астрокомпас служи за одређивање смера на Земљи на темељу положаја Сунца и звезда.

## Оријентација пре настанка компаса
Пре времена компаса позиција, дестинација и правац на мору су се одређивали према крупним познатим обележјима у рељефу обала, и посматрањем звезда. Антички морепловци често се нису отискивали далеко од обале. Проналазак компаса омогућио је одређивање правца и приликом облачног времена. Такође и у случају немогућности осматрања положаја Сунца или звезда на ноћном небу компас је омогућио израчунавање географске ширине. Ово је омогућило морепловцима безбедно отискивање далеко од обала, поспешујући трговину и доприносећи добу великих географских открића.

## Историјски развој
У Европи се већ неколико векова пре нове ере знало да магнет привлачи гвожђе. По легенди реч магнет потиче од имена града Магнезиа у Малој Азији у ком је у старом добу било налазиште магнетита. Према једној другој легенди реч потиче од пастира Магнуса с Крита који је имао оковане ципеле у којима је застао на неком камену привучен магнетном рудом.
Не зна се ко је изумео компас али први који су употребили магнетску иглу за показивање смера били су Кинези. Du Halde у делу General History of China у ком описује догађаје за време владавине цара Хоанг Тиа описује колица с великом иглом која је показивала 4 главне стране света којом су се царски војници оријентисали и победили непријатеља. Справа се звала "чин-нан" а тако Кинези и данас зову бродски компас. По неким списима кинески бродови већ у IV веку долазили су у индијске и источноафричке луке опремљени компасима. Магнетна игла је око 1000. године била позната и у Норвешкој.
Први италијански компаси састојали су се од гвоздене шипке која је на пловцима од трске пливала на води. Игле компаса магнетисале су се трљањем магнетитом, рудом плавкасте боје која се набављала из Кине и Бенгала. Први писани траг о употреби компаса на Европским бродовима налази се у француској сатири La Bible de Guyot de Provins из средине XII века. У XIV веку појављује се суви компас са налепљеном ружом компаса испод игле који се у нешто модернијем облику употребљава и данас. Тек крајем XVI веку почела су озбиљнија истраживања зашто врх магнетске игле показује према северу. 1600. године лекар Вилијам Гилберт поставио је основе данашњих сазнања о магнетизму. У делу De Magnete, magneticisque corporibus описује сва дотадашња сазнања о магнетизму, набраја све изведене експерименте а у једном поглављу описује и лековита својства магнетита. Гилберт је направио куглу од магнетита на којој је вршио бројне експерименте дошавши на крају до закључка да је Земља велики магнет с магнетним половима. Закључио је како се сва друга магнетна тела на Земљи равнају према том великом магнету, Земљи. Открио је и да се игла на води у посуди не окреће само према северу јер на њу делују две супротне силе а не само једна, у правцу севера.

## Магнетска деклинација
Земља представља један велики магнет чији се магнетски полови налазе у близини земљописних полова. Између магнетских полова простиру се тзв. магнетски меридијани. Слободно обешена магнетска игла у чијој се близини не налазе никакви метални предмети или електропроводници под напоном, поставља се увек у правац локалног магнетског меридијана. За разлику од земљописних меридијана који се простиру директно у правцу север-југ, правац магнетских меридијана није свуда исти већ се мења зависно о земљописном положају. Промену њиховог правца изазивају локална магнетска поља у Земљиној кори (металне руде, магнетски минерали, итд.). У ствари, правац магнетских меридијана представља резултанту Земљиног магнетског поља и споменутих локалних поља. Угао који на неком месту затварају локални земљописни и магнетски меридијан назива се угао деклинације. Зависно о тому скреће ли магнетска игла у правцу запада или истока, разликује се западну, односно источна деклинација.

## Магнетски компас

### Делови
Кућиште компаса мора бити немагнетско, симетрично израђено како би стаклени поклопац лежао водоравно. Стубић мора бити тачно у средини кућишта. Шиљак мора бити тврд, оштар и у истој висини с осовином карданског привеска како би при љуљању кућишта ружа компаса остала мирна. Ружа компаса је круг са средиштем у центру шеширића и с поделом на главне (С, Ј, И, З) и споредне (СИ, ЈИ, ЈЗ, СЗ) стране света као и на ступњеве (од 0° до 360° почевши од С).

### Суви компас
У сувом компасу, систем (магнетске игле с ружом компаса) лежи на шиљку ступића којем је подножје учвршћено на дно кућишта. Ружа компаса је од папира, свиле или танког немагнетског метала. У средини је шеширић с чашицом од драгог камена који лежи на шиљку од иридијума. Трење између шеширића и шиљка мора бити што мање. Испод руже компаса налазе се магнетне игле или штапићи причвршћени за ружу компаса са свиленим концима. Ружа компаса мора имати дуги век трајања што се постиже њеним већим пречником. Спољашњи руб је тежи ради уградње алуминијумског прстена који служи као замашњак. Прстен се ради тромости тешко помиче из стања мировања. Ружа компаса отклоњена из центра равнотеже се ради слабог трења ваздуха дуго њише.

### Компас с течношћу
Кућиште компаса с текућином испуњено је мешавином воде и алкохола (2:1), уљем или неком другом погодном течношћу. Ружа компаса је од тињца (минерал који се састоји од калијумског, магнезијумског и алуминијумског силиката. У природи се налази у облику силиката који се лако реже у танке листиће), пластичне масе или немагнетског метала. У њеној средини је округли пловак који даје читавом систему узгон. Ружа компаса не може испливати на површину течности јер је притиснута са стубићем који јој се налази с горње стране. Када је шеширић на стакленом поклопцу, магнетне игле смештене су у непропусне цевчице или у сами пловак а када је шеширић на ружи компаса магнетне игле су испод пловка на посебном носачу. Ради промене запремине течности услед температурних разлика у кућиште је уграђен уређај за растезање (еластично дно или компензацијска посуда). Пригушивање њихања руже компаса је велико ради трења у течности тако да се она већ након пар њихаја смири.

## Жиромагнетски компас
Жиромагнетски компас је комбинација слободног жироскопа с магнетским компасом. Смер показује жироскоп с три слободе кретања конструисан као држач смера. Одступање његове осовине из правца север-југ по потреби се исправља помоћу припадајућег магнетског компаса. Компас се првенствено употребљава на авионима и на мањим чамцима већих брзина. На авионима су обични магнетски компаси ради честих окрета и нагиба непоуздани.
Како би жироскоп могао послужити као показивач смера, осовина окретања му мора стално стајати водоравно и показивати исти одређени смер на Земљи. Осовина се обичног жироскопа ради трења и заобљености површине Земље стално издиже из водоравне равни. Ради своје тромости покушава да задржи свој смер у простору, а не према Земљи. Како би се добио држач смера, слободни жироскоп треба стално контролисати и исправити његова одступања по висини и страни те га стално враћати у његов основни водоравни положај север-југ. Осовина се у водоравну равнину и одређени смер враћа вештачки изазваним силама, створених електромагнетом или електромотором, које притискају осовину жироскопа, односно његов висећи прстен. Исправљање смера врши магнетски компас, а на водоравни положај утиче сила теже. Коректуре се врше стално или повремено тако да краткотрајна одступања (нпр. за време окрета) не долазе до изражаја.

## Геолошки компас
Геолошки компас од уобичајеног географског компаса разликује по две основе. На стакалцу су обрнути положаји истока и запада (за би се могао очитавати азимут директно), а поклопац уједно има на себи ознаке ступњева угла под којим је поклопац положен у односу на кућиште компаса (клинометар). Геолошким компасом мери се положај и нагиб геолошких структура.

## Пилотски компас
Пилотски компас је основни навигацијски инструмент за одређивање смера у односу на магнетски север. Принцип рада заснива на деловању Земљиног магнетског поља на магнетну иглу. Земља представља један велики магнет чији се магнетски полови налазе у близини земљописних полова. Између полова простиру се магнетски меридијани. Курс по којем ваздухоплов лети представља угао између меридијана и његове уздужне осе. Он се рачуна од правца север (С) – курс 0 и расте у позитивном смеру казаљке на сату, тако да у правцу истока (И) има вредност 90°, југа (Ј) 180°, и запада (З) 270°.

### Радио-компас
Игла магнетског компаса увек се окреће према земљином магнетском полу, док је игла радио-компаса усмерена према извору радио-сигнала без обзира на смер лета ваздухоплова. Угао између уздужне осе ваздухоплова и смера који показује казаљка приказује релативни смер (енг. RB- Relative Bearing). Како се ваздухоплов може налазити на било којој тачки замишљеног круга око предајника на тлу а да казаљка показује исту вредност, релативни смер од ваздухоплова према станици мора се претворити у стварни смер. Ради тога се мора знати и курс, то јест магнетски смер лета ваздухоплова (енгл. heading), вредност коју приказује магнетски компас.  Збиром магнетског смера с релативним смером добија се магнетски смер од ваздухоплова према предајнику (енг. QDM). То је угао који с правцем магнетског севера затвара црта повучена од ваздухоплова према предајнику на земљи. Пренесу ли се вредности на радио-навигацијску карту, ваздухоплов је доста прецизно смештен у простору.